# The Last Wave
The Last Wave (també estrenada als Estats Units com a Black Rain) és una pel·lícula de misteri dramàtica australiana del 1977 dirigida per Peter Weir. Tracta d'un advocat blanc a Sydney la vida aparentment normal del qual es veu interrompuda després d'assumir un cas d'assassinat i descobreix que comparteix una connexió estranya i mística amb el petit grup d'aborígens locals acusats del crim.

## Trama
La pel·lícula s'obre amb un muntatge d'escenes de la vida quotidiana a Austràlia dels anys setanta: una escola rural al desert amb nens jugant, el carrer principal d'una ciutat de l'outback, un embús a la ciutat, tot això afectat per condicions meteorològiques inusualment adverses que apareixen de sobte. Precipitacions abundants seguides d'uns trossos de calamarsa inusualment grans que van trencar les finestres de l'escola i ferir els alumnes, una infestació de granotes i altres anomalies. Només els aborígens locals semblen reconèixer la importància cosmològica d'aquests fenòmens meteorològics.
Durant una d'aquestes estranyes tempestes de pluja a Sydney, es produeix un altercat entre un grup d'aborígens en un pub que provoca una misteriosa mort per ofegament. A l'autòpsia, la mort es considera un homicidi i quatre dels homes aborígens són acusats d'assassinat. Mitjançant el Sistema d'Ajuda Legal Australià, un advocat anomenat David Burton (Richard Chamberlain) és contractat per a la seva defensa. A causa de la política interna i la divisió escatològica entre els colons europeus i els indígenes, les circumstàncies per les quals va ser contactat i retingut són inusuals, ja que la seva pràctica jurídica és impostos corporatius i no defensa penal. Al principi es mostra reticent, però està intrigat pel repte i assumeix el cas que en breu fa que la seva vida professional i personal comenci a desfer-se.
Burton comença a tenir somnis estranys que inclouen aigua corrent, cadàvers ofegats i un de ser visitat a casa seva per un dels aborígens empresonats anomenat Chris Lee (David Gulpilil), a qui mai havia conegut. Quan més tard es va presentar als quatre acusats, reconeix en Lee i comença a sentir una connexió d'un altre món amb ell i amb els fenòmens meteorològics cada cop més estranys que assetgen la ciutat. Els seus somnis s'intensifiquen juntament amb la seva obsessió pel cas d'assassinat i arriba a sospitar que l'assassinat va ser una execució d'una tribu aborigen en la qual es posa una maledicció a la víctima simplement apuntant-lo amb un os. Lee es nega a admetre que és tribal o a revelar res sobre l'assassinat, però li diu a Burton que els seus somnis tenen sentit perquè és "Mulkurul"; descendent d'una raça d'esperits que venien del sol naixent portant objectes sagrats amb ells. Després de reunir-se amb el xaman de la tribu de Lee i aprendre més sobre les pràctiques aborígens i el concepte de Dreamtime com un món paral·lel de l'existència, Burton arriba a creure que els seus somnis i l'estranya pluja intensa són signes d'una vinguda de l'apocalipsi. Després d'un altre somni intens, Burton intueix el perill i persuadeix la seva dona perquè marxi de la ciutat amb els seus fills just abans que una tempesta torrencial provoqui una inundació.
En el caos de la inundació, Lee aconsegueix escapar de la presó per trobar Burton i fer-lo baixar a través de túnels subterranis sota la ciutat que condueixen a un lloc ritual aborigen sagrat. Lee li mostra l'entrada a una altra antiga cambra propera que li és estranyament familiar i l'envia a trobar les respostes que busca. A la cambra, Burton veu una pintura al sostre que representa l'arribada d'exploradors europeus des d'Amèrica del Sud i una profecia calendària d'un desastre oceànic. Troba una col·lecció de relíquies antigues, un cadàver deteriorat d'un home que portava roba occidental de mitjana edat i una màscara de pedra que, després d'una inspecció atenta, té una cara idèntica a la seva. Recull tantes relíquies com pot portar, però de sobte s'enfronta amb el xaman de la tribu cridant i llançant-se cap a ell. Lluiten i Burton mata el xaman amb una de les relíquies de pedra. Intenta trobar el camí de tornada a la superfície a través dels túnels de clavegueram, però perd les relíquies pel camí. Finalment surt per un tub de desguàs esgotat, després s'ensorra a la platja i mira captivat a l'horitzó. S'adona que mai podrà tornar a la seva antiga vida després del que acabava de passar. Aleshores veiem l'aspecte de commoció i acceptació a la seva cara mentre la pantalla s'omple de imatges d'una onada oceànica surrealista, encara que no és clar si assistim a la realitat o compartim l'última premonició apocalíptica de Burton.

## Repartiment
- Richard Chamberlain - David Burton
- Olivia Hamnett - Annie Burton
- David Gulpilil - Chris Lee
- Fred Parslow - Reverend Burton
- Vivean Gray - Dr Whitburn
- Nandjiwarra Amagula - Charlie
- Walter Amagula - Gerry Lee
- Roy Bara - Larry
- Cedrick Lalara - Lindsey
- Morris Lalara - Jacko
- Peter Carroll - Michael Zeadler
- Athol Compton - Billy Corman
- Hedley Cullen - Judge
- Michael Duffield - Andrew Potter
- Wallas Eaton - Morgue Doctor

## Producció
En una entrevista al llançament del DVD de Criterion Collection, el director Peter Weir explica que la pel·lícula explora la pregunta: "I si algú amb un enfocament molt pragmàtic de la vida experimentés una premonició?". Participà al 6è Festival Internacional de Cinema de Teheran el novembre de 1977, i hi va guanyar el premi Golden Ibex.
El finançament va ser proporcionat per l'Australian Film Commission (120.000 dòlars), la South Australian Film Corporation (120.000 dòlars), Janus Films (50.000 dòlars EUA) i United Artists (350.000 dòlars). L'escriptor estatunidenc Petru Popescu va treballar en el guió. Weir va considerar que dos actors australians interpretarien el paper principal, però finalment va decidir anar amb Richard Chamberlain. El rodatge va començar el 24 de febrer de 1977 i va tenir lloc a Adelaide i Sydney.

## Recepció i nominacions
The Last Wave va rebre crítiques positives per part de la crítica i el públic, i va obtenir un 87% d'aprovació a Rotten Tomatoes. La pel·lícula també té un 85/100 a Metacritic.
The Last Wave va ser llançat en DVD per la Criterion Collection com a columna #142.
| Premi                                                            | Categoria                    | Subjecte            | Resultat  |
| ---------------------------------------------------------------- | ---------------------------- | ------------------- | --------- |
| Premis AACTA (1977 AFI Awards)                                   | Millor direcció              | Peter Weir          | Nominat   |
| Premis AACTA (1977 AFI Awards)                                   | Millor guió original         | Peter Weir          | Nominat   |
| Premis AACTA (1977 AFI Awards)                                   | Millor guió original         | Tony Morphett       | Nominat   |
| Premis AACTA (1977 AFI Awards)                                   | Millor guió original         | Petru Popescu       | Nominat   |
| Premis AACTA (1977 AFI Awards)                                   | Millor actor                 | Richard Chamberlain | Nominat   |
| Premis AACTA (1977 AFI Awards)                                   | Millor fotografia            | Russell Boyd        | Guanyador |
| Premis AACTA (1977 AFI Awards)                                   | Millor edició                | Max Lemon           | Nominat   |
| Premis AACTA (1977 AFI Awards)                                   | Millor banda sonora original | Charles Wain        | Nominat   |
| Premis AACTA (1977 AFI Awards)                                   | Millor so                    | Greg Bell           | Guanyador |
| Premis AACTA (1977 AFI Awards)                                   | Millor so                    | Don Connolly        | Guanyador |
| Premis AACTA (1977 AFI Awards)                                   | Millor so                    | Phil Judd           | Guanyador |
| XV Festival Internacional de Cinema Fantàstic i de Terror (1982) | Millor actor                 | Richard Chamberlain | Guanyador |

## Taquilla
The Last Wave no va ser tan popular com la pel·lícula de 1975 de Weir Picnic at Hanging Rock, però tot i així va recaptar 1.258.000 dòlars a la taquilla d'Austràlia.
United Artists va decidir no estrenar la pel·lícula als EUA, però va ser recollida per World Northal i distribuïda als EUA com a Black Rain.